# Pablo de Mora y Jaraba
Pablo de Mora y Jaraba es un jurista de gran prestigio en el siglo XVIII.
Estudió Derecho. Consiguió el cargo de Abogado de los Reales Consejos de la Corte. Su brillantez en el desempeño de su puesto le otorgó un importante prestigio en la Carte. Entre otros cargos fue Ministro del Consejo Real de Castilla bajo el reinado de Carlos III. 
Fue uno de los grandes ejemplos del movimiento del arbitrismo económico-político del siglo XVIII español. 
Además de la doctrina económica, como jurista realizó el primer intentó de codificación legislativa en España: para ello publicó su tratado Los errores del derecho civil y abusos de los jurispeditos (1748).